# エル・カピタン

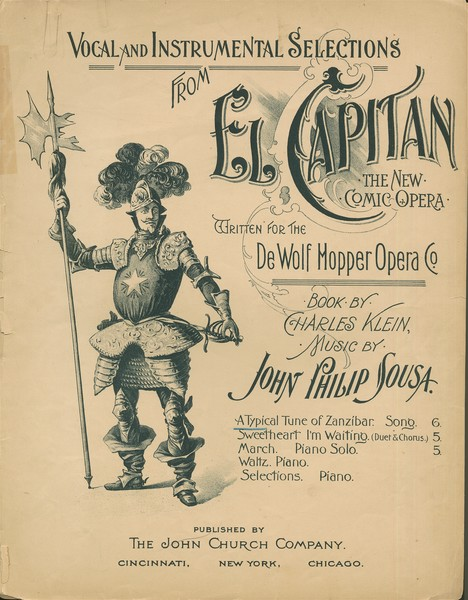
1896年の楽譜

『エル・カピタン』（El Capitan）は、ジョン・フィリップ・スーザ作曲のオペレッタ、およびその中の旋律を基に作曲された行進曲。

## オペレッタ

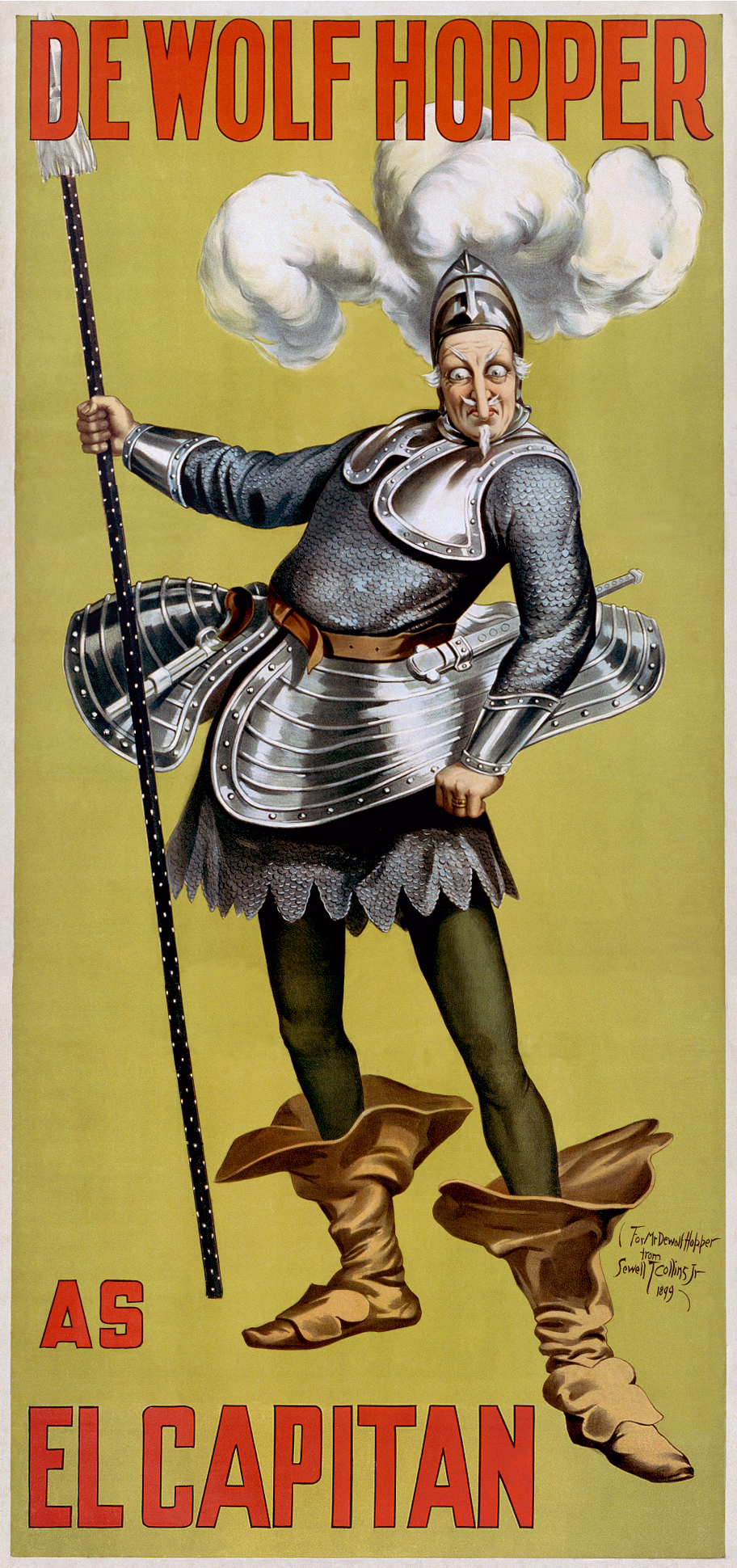

1892年以降、スーザはスーザ・バンドを率いての演奏旅行と作曲活動の時期に入る。このオペレッタはチャールズ・クライン（Charles Klein）の脚本、トム・フロスト（Tom Frost）の作詞で1895年に作曲され、1896年にニューヨークで上演された後、アメリカとカナダで4年近く上演される大成功を収めた。舞台はスペイン統治時代のペルーで、新たに副王に任命されたドン・メディグア（Don Errico Medigua）が反乱軍の指導者 "エル・カピタン" に扮して起きる騒動を描く。

## 行進曲
行進曲『エル・カピタン』は、オペレッタの中で歌われた旋律を抜粋して1896年に作曲された。ピアノ独奏、吹奏楽、管弦楽、さらにピアノ4手、ピアノ6手の楽譜が同年に版権登録された。
前奏（4小節）、第1マーチ（16小節、リピート）、第2マーチ（16小節、リピート）、トリオ（38小節）、第3マーチ（16小節、リピート）で構成され、前奏から第2マーチまでが変ロ長調（ピアノ版はハ長調）、6/8拍子、トリオと第3マーチは変ホ長調（ピアノ版はヘ長調）、2/4拍子で書かれている。
前半はオペレッタの第1幕でドン・メディグアが歌う"You See in Me"とそれに続く"Behold El Capitan"（第2幕でも繰り返される）の旋律が使われ、トリオ以降は第3幕のフィナーレ"We Beg Your Kind Consideration"が使われている。